# Свети Архангел Михаил (Русе)
Вижте пояснителната страница за други значения на Свети Архангел Михаил.
„Свети Архангел Михаил“ е църква в град Русе, България.

## История
Основният камък на храма е положен на 14 юни 1951 г. от митрополит Михаил Доростолски и Червенски, а 2 дни преди това се решава да е наречен на Архангел Михаил.
Планът за храма бил изработен от архитект Кирил Дойчев от отдел „Капитално строителство“ на Св. Синод. Строителните работи трябвало да завършат на 30 юни 1952 г., но по различни причини Техническата строителна организация при Св. Синод завършва обекта на 24 май 1953 г.

## Архитектура и интериор
Църквата е кръстокуполна базилика с диаметър на кубето 9 метра. Към него е закрепен кристален полилей. По проект новият иконостас трябвало да бъде изработен от изкуствен мрамор – травертин, но възникнала идеята да се постави красивия дърворезбован иконостас от параклиса „Св. Василий Велики“ при Държавната болница, който от няколко години бил превърнат в склад.
Иконите по иконостаса са нарисувани от Тодор Янков. Входната врата е изработена от качествен брястов материал. Храмът е осветен от митрополит Михаил на 15 януари 1956 г.
Изографисването на църквата е извършено през 1967 – 1969 г. от софийския художник Карл Йорданов, който е рисувал в цяла България още 26 малки и големи църкви в колектив с Николай Ростовцев, Димитър Бакалски и др., както и декоратора Пеню Пиндев.
През 2005 г. фасадата на храма е ремонтирана със средства по програмата „Красива България“. Около двора на храма е изградена нова ограда.